# Francesco Manelli
Francesco Manelli també (Mannelli) (Tívoli, Laci, 13 de setembre de 1594 – Venècia, juliol de 1667) fou un compositor italià del Barroc.
El 1605 ja era cantor de la catedral de la seva població nadiua, en la que arribà ser mestre de capella, abandonà els estudis sacerdotals per a casar-se amb una cantant, i es dedicà exclusivament a compondre òperes, sent: Andròmeda la primera, estrenada a Venècia el 1637, a la que li seguiren La maga fulminata, Delia, Adone, Temistocle, Ercole nell'Erimanto, Le vicende del tempo, Il ratto d'Europa, La Filo, I sei gigli i La Licasta.
A més, va compondre, diverses cantates, canzonette, etc., publicades el 1636 amb el títol de Musiche varie a 1-3 voci.